# Charlesbourg-Est
Charlesbourg-Est est une ancienne municipalité du Québec ayant existé de 1927 à 1975. 

## Histoire
La municipalité de Saint-Charles-de-Charlesbourg-Est a été constitué par son détachement de la municipalité de Saint-Charles-de-Charlesbourg, le 27 février 1917. Le 30 juillet 1927, une demande est faite pour une modification du toponyme de la municipalité pour devenir Charlesbourg-Est.
Le 1er janvier 1976, Charlesbourg-Est intègre Charlesbourg et devient l'un de ses quartiers grâce aux fusions des villes aux alentours pour former le grand Charlesbourg.
Le 1er janvier 2002, lors des réorganisations municipales, Charlesbourg devient un arrondissement de la ville de Québec. Le secteur de Charlesbourg-Est est aujourd'hui situé dans le quartier Bourg-Royal de l'arrondissement Charlesbourg.

## Démographie
| 1966  | 1971  |
| ----- | ----- |
| 1 474 | 1 485 |

## Administration

### Liste des maires de Saint-Charles-de-Charlesbourg-Est (1917-1927)
- 1917-1921 : Augustin Proteau
- 1921-1923 : Louis-Octave Bourret
- 1923-1925 : Joseph-Théophile Bédard
- 1925-1929 : Maximin Renauld, père

### Liste des maires de Charlesbourg-Est (1927-1975)
- 1925-1929 : Maximin Renauld, père
- 1929-1933 : Eugène Déry
- 1933-1943 : Édouard Bélanger
- 1943-1949 : Joseph-Eugène Daigle
- 1949-1951 : Eugène Déry - deuxième mandat
- 1951-1953 : Maximin Renauld, fils
- 1953-1966 : Maurice Légacé
- 1966-1975 : Marcel Paradis

### Hommages toponymiques
- L'avenue Bourret a été nommée en l'honneur de la famille Bourret incluant le maire Bourret, vers 1950, dans la municipalité de Charlesbourg-Est, maintenant présente dans la ville de Québec.
- La rue Proteau a été nommée en l'honneur de la famille Proteau incluant le maire Proteau, en 1998, dans la ville de Charlesbourg, maintenant présente dans la ville de Québec.